# Alcestis vitrea
Alcestis vitrea är en insektsart som beskrevs av Ronald Gordon Fennah 1945. Alcestis vitrea ingår i släktet Alcestis och familjen Tropiduchidae. Inga underarter finns listade i Catalogue of Life.